# Мембібре-де-ла-Ос
Мембібре-де-ла-Ос (ісп. Membibre de la Hoz) — муніципалітет в Іспанії, у складі автономної спільноти Кастилія-і-Леон, у провінції Сеговія. Населення — 46 осіб (2010).
Муніципалітет розташований на відстані близько 120 км на північ від Мадрида, 55 км на північ від Сеговії.

## Демографія
Динаміка населення (INE ):